# NGC 2400
NGC 2400 bezeichnet im NGC-Katalog drei scheinbar dicht beieinander liegende Sterne im Sternbild Kleiner Hund. Der Katalogeintrag geht auf eine Beobachtung des Astronomen George Phillips Bond am 26. Februar 1853 zurück.